# Devil's Path
Devil's Path är en EP av det norska black metalbandet Dimmu Borgir. Det utgavs 1996 av Hot Records. Texterna är skrivna av Shagrath, musiken av Silenoz och Shagrath, utom Nocturnal Fear som är en Celtic Frost-cover.
Albumet återutgavs 1999 tillsammans med Old Man's Childs In the Shades of Life, i det gemensamma albumet Sons of Satan Gather for Attack.

## Låtlista
1. "Master of Disharmony" – 6:06
2. "Devil's Path" – 5:32
3. "Nocturnal Fear" – 3:22
4. "Nocturnal Fear (Celtically Processed)" – 3:30

- Text: Shagrath (spår 1, 2), Celtic Frost (spår 3, 4)
- Musik: Silenoz/Shagrath (spår 1, 2), Celtic Frost (spår 3, 4)

## Medverkande
Musiker (Dimmu Borgir-medlemmar)
- Shagrath (Stian Tomt Thoresen) – sologitarr, sång, keyboard
- Erkekjetter Silenoz (Sven Atle Kopperud aka Silenoz) – rytmgitarr
- Tjodalv (Ian Kenneth Åkesson) – trummor, percussion
- Nagash (Stian André Arnesen) – basgitarr

Produktion
- Dimmu Borgir – producent
- Marius Ryen – producent, ljudtekniker
- Vargnatt (Kristoffer Rygg) – mastring
- Shagrath – omslag
- egoLego – omslag
- Christophe Szpajdel – logo